# Tequila Herradura

Flasche Herradura Añejo

Tequila Herradura ist eine Tequila-Marke. Er wird seit dem 19. Jahrhundert in der Casa Herradura in Amatitán im mexikanischen Bundesstaat Jalisco hergestellt. Die Marke gehört seit 2006 zum global agierenden Getränkekonzern Brown-Forman. Seit 2007 wird die Marke international in 136 Ländern vertrieben. Herradura gehört zu einem von vier Unternehmen, die den mexikanischen Tequila-Markt kontrollieren.
Tequila Herradura gilt als typischer Vertreter der mexikanischen Tiefland-Tequilas.

## Beschreibung
Herradura hat einen Alkoholgehalt von 40 % Vol., in Deutschland werden die Qualitäten Plata, Reposado und Añejo vertrieben. Nach Angaben des Herstellers handelt es sich um 100 % Agaven-Tequila, der nur aus natürlichen Rohstoffen in Handarbeit hergestellt wird. Die Agaven werden auf den Feldern um die Produktionsstätte angebaut, die Hefe dort entnommen, die gesamte Produktion und Abfüllung erfolgt in der Casa Herradura. Seit der Übernahme durch Brown-Forman wurde die Produktion stark verändert und industrielle Fertigungsweisen hielten Einzug.
Herradura Plata wird 45 Tage in den Holzfässern gelagert und behält dadurch seine helle Farbe. Herradura Reposado reift bis zu elf Monate im Eichenfass – länger als die vom Gesetz vorgeschriebenen zwei Monate für diese Kategorie. Die Lagerung gibt dieser Qualität eine kupferne Färbung. Herradura Añejo lagert für zwei Jahre in den Eichenfässern (staatlich vorgeschrieben für diese Kategorie ist die Fassreifung für ein Jahr). Die Fasslagerung gibt dem Tequila eine bernsteingelbe Farbe. Herradura Extra Añejo wird vier Jahre gelagert, ist jedoch im deutschsprachigen Raum nicht erhältlich.

## Geschichte
Die Casa Herradura in Amatitán, Jalisco, Mexiko wurde 1870 gegründet. Die alte Produktionsstätte war bis 1963 in Betrieb und wird heute als Sehenswürdigkeit von Touristen besucht. Die moderne Tequilaproduktion findet in einem Gebäude aus den 1960ern statt, die nach 2006 stark modernisiert wurde. Von Guadalajara fährt der sogenannte Tequila-Zug mit Mariachis und Tequila-Verkostungen an Bord Touristen nach Amatitán zur Besichtigung der Casa Herradura.
Der erste bekannte Besitzer des Tequila produzierenden Anwesens war Feliciano Romo im frühen 19. Jahrhundert. Der Legende nach soll ein glitzerndes Hufeisen seinen Blick auf die Stelle gelenkt haben, an der er die Hacienda errichtete. 1870 übernahm der Verwalter Felix López. Er nannte es Hacienda San José del Refugio. Nachdem Romo für den Privatgebrauch Agaven-Wein hergestellt hatte, erwarb López eine staatliche Lizenz für Branntwein und begann Tequila für den Verkauf herzustellen. Die Familie von López besaß das Geschäft bis ins Jahr 2006.
Félix López heiratete Carmen Rosales, und sie bekamen zwei Kinder, Aurelio und María de Jesús. Das Paar modernisierte die Tequila-Produktion der Farm mit dem Bau einer Einrichtung, die bis 1963 in Betrieb war. Später erbte Aurelio López den Betrieb. Der Bau der Eisenbahn im späten 19. Jahrhundert vereinfachte den Transport in andere Gegenden Mexikos, und die Bekanntheit der Tequila stieg. Aurelio gab dem Tequila den Namen Herradura (=Hufeisen). 
In den 1920er Jahren brach der Guerra Cristera aus, bei dem sowohl Aurelio als auch seine Schwester María de Jesús Sympathisanten der Milizen waren. In den 1920er Jahren, zur Zeit der Guerra Cristera, wurde die Farm an Aurelios Cousin David Rosales übergeben. 1928 registrierte er die Marke Herradura in Mexiko-Stadt. Sie trug das Markenzeichen eines Hufeisens. In den 1940ern importierten Bing Crosby und Phil Harris die Tequila in die Vereinigten Staaten. In den 1960er Jahren wurde die alte Fabrik geschlossen und eine neue erbaut. Die alte Fabrik ist heute ein Museum. Während dieser Zeit wurde der Herradura Añejo eingeführt, der Herradura Reposado folgte 1974. Im Jahr 1994 führte Herradura die Marke Tequila el Jimador ein. Diese wird nur in Mexiko vertrieben, ist dort allerdings Marktführer.
Bis 2006 gehörte Casa Herradura zur Grupo Industrial Herradura, S.A. de C.V. Im Jahr 2006 wurde die gesamte Casa Herradura samt Markenrechten für 776 Millionen US-Dollar an den Konzern Brown-Forman-Corporation verkauft, der eine internationale Expansion versucht. Im Jahr 2013 wird Tequila Herradura durch das Brown-Forman-Netzwerk in 136 Ländern in Europa, Südafrika, Nordamerika und Asien verkauft.